# Élections législatives de 1986 dans les Vosges
Les élections législatives françaises de 1986 ont lieu le 16 mars 1986. Dans le département des Vosges, quatre députés sont à élire dans le cadre d'un scrutin proportionnel par liste départementale à un seul tour.

## Élus
| Député élu        |  | Parti         |
| ----------------- |  | ------------- |
| Philippe Séguin   |  | RPR           |
| Maurice Jeandon   |  | Divers droite |
| Christian Pierret |  | PS            |
| Gérard Welzer     |  | Divers gauche |

Nommé ministre des Affaires sociales et de l'Emploi au sein du gouvernement Chirac II, Philippe Séguin est remplacé par Alain Jacquot, suivant de liste.

## Listes en présence

### Extrême gauche (MPPT)
| N° | Candidats          | Parti | Parti | Principales fonctions     |
| -- | ------------------ | ----- | ----- | ------------------------- |
| 01 | Jean-Marie Marchal |       | MPPT  | Ouvrier électromécanicien |
| 02 | Marie-Rose Amet    |       | MPPT  | Professeur                |
| 03 | Jean-Luc Claudel   |       | MPPT  | Chômeur                   |
| 04 | Jacky Nonin        |       | MPPT  | Caviste                   |
|    |                    |       |       |                           |
| 05 | Patrick Ulrich     |       | MPPT  | Représentent de commerce  |
| 06 | Maxime Nicolazzi   |       | MPPT  | Instituteur               |

### Extrême gauche (Alternatifs)
| N° | Candidats           | Parti | Parti | Principales fonctions  |
| -- | ------------------- | ----- | ----- | ---------------------- |
| 01 | Éric Defranould     |       | ALT   | Formateur en papeterie |
| 02 | Ali Boulayoune      |       | ALT   | Etudiant               |
| 03 | Francine Laurent    |       | ALT   | Travailleuse sociale   |
| 04 | José Iranzo         |       | ALT   | Ouvrier                |
|    |                     |       |       |                        |
| 05 | Marie-Lorraine Noël |       | ALT   | Etudiante              |
| 06 | Patrick Haxaire     |       | ALT   | Agent SNCF             |

### Parti communiste français
| N° | Candidats         | Parti | Parti | Principales fonctions                                                                                  |
| -- | ----------------- | ----- | ----- | --- |
| 01 | Jean-Pierre Ferry |       | PCF   | Cadre de la Fédération de la métallurgie et syndicaliste CGT                                           |
| 02 | Robert Bresson    |       | PCF   | Conseiller général du canton de Châtel-sur-Moselle et maire de Chavelot, principal de collège retraité |
| 03 | Joseph Valentin   |       | PCF   | Conseiller général du canton de Fraize et maire de Plainfaing, apiculteur                              |
| 04 | Monique Wirth     |       | PCF   | Employée de maison au chômage, Bruyères                                                                |
|    |                   |       |       | |
| 05 | Françoise George  |       | PCF   | Institutrice, Saint-Dié                                                                                |
| 06 | Hubert Perrin     |       | PCF   | Conseiller municipal de Remiremont, employé de commerce                                                |

### Parti socialiste
| N° | Candidats         | Parti | Parti | Principales fonctions |
| -- | ----------------- | ----- | ----- | --- |
| 01 | Christian Pierret |       | PS    | Député sortant et conseiller général du canton de Saint-Dié-des-Vosges-Est, conseiller municipal de Saint-Dié, administrateur civil |
| 02 | Gérard Welzer     |       | DVG   | Conseiller municipal d'Épinal, avocat                                                                                               |
| 03 | Serge Beltrame    |       | PS    | Député sortant, conseiller régional et maire de Contrexéville, cadre SNCF                                                           |
| 04 | André Montlevrant |       | PS    | Conseiller municipal de Remiremont, principal honoraire de collège                                                                  |
|    |                   |       |       | |
| 05 | Jacques Drapier   |       | PS    | Conseiller municipal de Neufchâteau, assureur                                                                                       |
| 06 | Jean-Paul Houvion |       | PS    | Conseiller municipal d'Épinal, principal de collège                                                                                 |

### Les Verts
| N° | Candidats             | Parti | Parti | Principales fonctions                                             |
| -- | --------------------- | ----- | ----- | ----------------------------------------------------------------- |
| 01 | Odette Mas            |       | LV    | Responsable du Centre de secours animalier vosgien, Brouvelieures |
| 02 | Robert Frayon         |       | LV    | Responsable d'associations vosgiennes d'environnement, Gérardmer  |
| 03 | Claude Maurice        |       | LV    | Conseiller biologiste départemental, Xertigny                     |
| 04 | Jean-Claude Noirclère |       | LV    | Professeur, Mirecourt                                             |
|    |                       |       |       |                                                                   |
| 05 | Fabrice Cahez         |       | LV    | Directeur de publication de la revue « Le Troglodyte », Lamarche  |
| 06 | Jean-Paul Thiriet     |       | LV    | Animateur de santé, Rupt-sur-Moselle                              |

### Union pour la démocratie française
| N° | Candidats            | Parti | Parti  | Principales fonctions |
| -- | -------------------- | ----- | ------ | --- |
| 01 | Hubert Voilquin      |       | UDF-PR | Conseiller général du canton de Vittel, vice-président du conseil général et maire de Vittel, cadre à la Société des eaux de Vittel |
| 02 | Jean-Pierre Thomas   |       | UDF-PR | Chef d'entreprise, Corcieux |
| 03 | Jean-Claude Moretton |       | UDF    | Adjoint au maire d'Épinal, chirurgien                                                                                               |
| 04 | Michel Thouvenin     |       | DVD    | Maire de Cleurie, agriculteur |
|    |                      |       |        | |
| 05 | Michel Henry         |       | UDF    | Maire de Ban-de-Laveline, médecin                                                                                                   |
| 06 | Roger Laurent        |       | UDF    | Maire de Neufchâteau, inséminateur                                                                                                  |

### Rassemblement pour la République
| N° | Candidats                 | Parti | Parti | Principales fonctions                                                                                |
| -- | ------------------------- | ----- | ----- | --- |
| 01 | Philippe Séguin           |       | RPR   | Député sortant, conseiller régional et maire d'Épinal, conseiller référendaire à la Cour des comptes |
| 02 | Maurice Jeandon           |       | DVD   | Conseiller général du canton de Saint-Dié-des-Vosges-Ouest et maire de Saint-Dié, cadre              |
| 03 | Alain Jacquot             |       | RPR   | Conseiller général du canton de Neufchâteau, adjoint au maire de Neufchâteau, chirurgien             |
| 04 | Gilbert Zaug              |       | RPR   | Ancien maire et adjoint au maire de Remiremont, retraité                                             |
|    |                           |       |       | |
| 05 | Marie-Aimée Antoine       |       | RPR   | Retraitée, maire de Brantigny                                                                        |
| 06 | Guy de La Motte-Bouloumié |       | DVD   | Ancien maire de Vittel, chef d'entreprise                                                            |

### Front national
| N° | Candidats           | Parti | Parti | Principales fonctions                                                                           |
| -- | ------------------- | ----- | ----- | ----------------------------------------------------------------------------------------------- |
| 01 | Jean-Yves Douissard |       | FN    | Directeur de laboratoire d'analyses biologiques et médicales, conseiller municipal de Gérardmer |
| 02 | Charles Ehrhard     |       | FN    | Chef d'entreprise                                                                               |
| 03 | Michel Renou        |       | FN    | Conducteur de transports en commun                                                              |
| 04 | Jean-Pierre Rolin   |       | FN    | Agriculteur                                                                                     |
|    |                     |       |       |                                                                                                 |
| 05 | Suzette Cassin      |       | FN    | Hôtelière                                                                                       |
| 06 | Bernard Freppel     |       | FN    | Officier en retraite                                                                            |

## Résultats

### Résultats à l'échelle du département
| Liste Parti politique | Liste Parti politique                                                                                              | Tête de liste       | Tour unique | Tour unique | Sièges |
| Liste Parti politique | Liste Parti politique                                                                                              | Tête de liste       | Voix        | %           | Sièges |
| --------------------- | --- | ------------------- | ----------- | ----------- | ------ |
|                       | Liste d'opposition soutenue par le RPR Rassemblement pour la République                                            | Philippe Séguin     | 76 392      | 37,42       | 2      |
|                       | Pour une majorité de progrès et le soutien au président de la République Parti socialiste                          | Christian Pierret   | 66 163      | 32,41       | 2      |
|                       | Liste d'opposition républicaine « Vivre et aimer les Vosges » Union pour la démocratie française                   | Hubert Voilquin     | 23 033      | 11,28       | 0      |
|                       | Liste de Rassemblement national présentée par le Front national Front national                                     | Jean-Yves Douissard | 16 371      | 8,02        | 0      |
|                       | Liste présentée par le Parti communiste français « Faire autrement pour les Vosges » Parti communiste français     | Jean-Pierre Ferry   | 11 329      | 5,55        | 0      |
|                       | L'Écologie Les Verts Les Verts                                                                                     | Odette Mas          | 6 699       | 3,28        | 0      |
|                       | Vosges Alternative 86 Extrême gauche (Alternatifs)                                                                 | Éric Defranould     | 2 621       | 1,28        | 0      |
|                       | Liste du Mouvement pour un parti des travailleurs Vosges Extrême gauche (Mouvement pour un parti des travailleurs) | Jean-Marie Marchal  | 1 522       | 0,75        | 0      |
|                       | |                     |             |             |        |
| Inscrits              | Inscrits | Inscrits            | 274 706     | 100,00      | 4      |
| Abstentions           | Abstentions | Abstentions         | 57 296      | 20,86       |        |
| Votants               | Votants | Votants             | 217 410     | 79,14       |        |
| Blancs et nuls        | Blancs et nuls | Blancs et nuls      | 13 280      | 6,11        |        |
| Exprimés              | Exprimés | Exprimés            | 204 130     | 93,89       |        |